# Simbar-šīpak
Simbar-šīpak (früher auch als Simbar-šīḫu gelesen), Sohn des Eriba-Sîn war um 1025–1008 v. Chr. König von Babylon als der Begründer der II. Meerlanddynastie, die die zweite Dynastie von Isin ablöste.

## Titel
Simbar-šīpak führte den Titel König der Gesamtheit.